# Малореченское
Малоре́ченское (до 1945 года Кучу́к-Узе́нь; укр. Малоріченське, крымскотат. Küçük Özen, Кучюк Озен) — село, курорт, на Южном берегу Крыма. Входит в Городской округ Алушта Республики Крым.

## Население
| 2001 | 2014  |
| ---- | ----- |
| 1251 | ↗1313 |

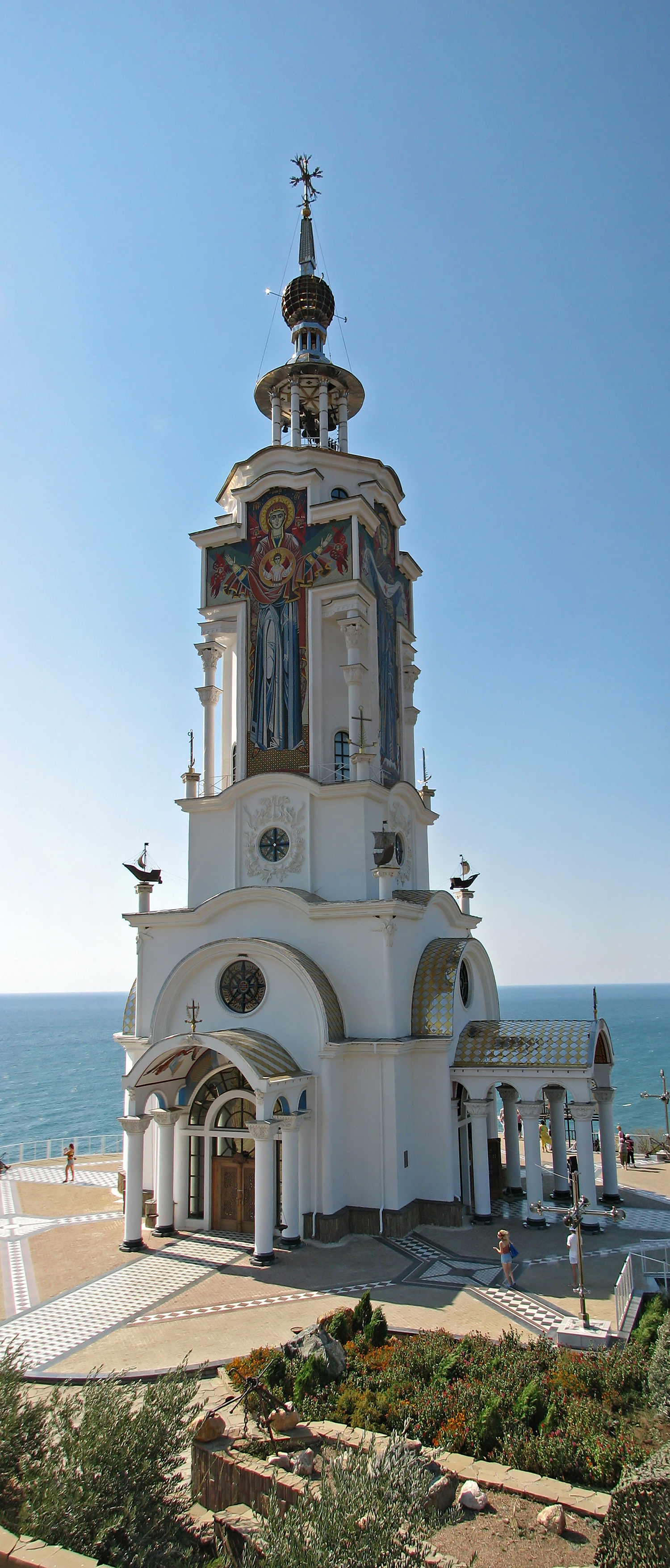
Храм-маяк Святого Николая Чудотворца

Всеукраинская перепись 2001 года показала следующее распределение по носителям языка:
| Язык             | Число жит. | Процент |
| ---------------- | ---------- | ------- |
| русский          | 1069       | 85,45   |
| украинский       | 98         | 7,83    |
| крымскотатарский | 80         | 6,39    |
| молдавский       | 1          | 0,08    |
| армянский        | 1          | 0,08    |

### Динамика численности
| - 1805 год — 106 чел. - 1864 год — 268 чел. - 1886 год — 433 чел. - 1889 год — 584 чел. - 1892 год — 623 чел. - 1897 год — 870 чел. - 1902 год — 736 чел. - 1915 год — 899/108 чел. | - 1926 год — 1428 чел. - 1939 год — 1355 чел. - 1974 год — 968 чел. - 1989 год — 1280 чел. - 2001 год — 1251 чел. - 2009 год — 1266 чел. - 2014 год — 1260 чел. |

## Современное состояние
На 2018 год в Малореченском числится 18 улиц; на 2009 год, по данным сельсовета, село занимало площадь 600 гектаров, на которой проживало 1266 человек. В селе действуют средняя общеобразовательная школа, детская музыкальная школа, Дом культуры, библиотека, амбулатория, отделение Почты России, церковь Святителя Николая, Центр оздоровления профессора Неумывакина, спортивная площадка и детский сад.
Малореченское связано автобусным сообщением с Алуштой и соседними населёнными пунктами.
26 мая 2013 года по решению сессия Малореченского сельского совета установлен памятный камень в честь балетмейстера Акима Джемилева.

## География

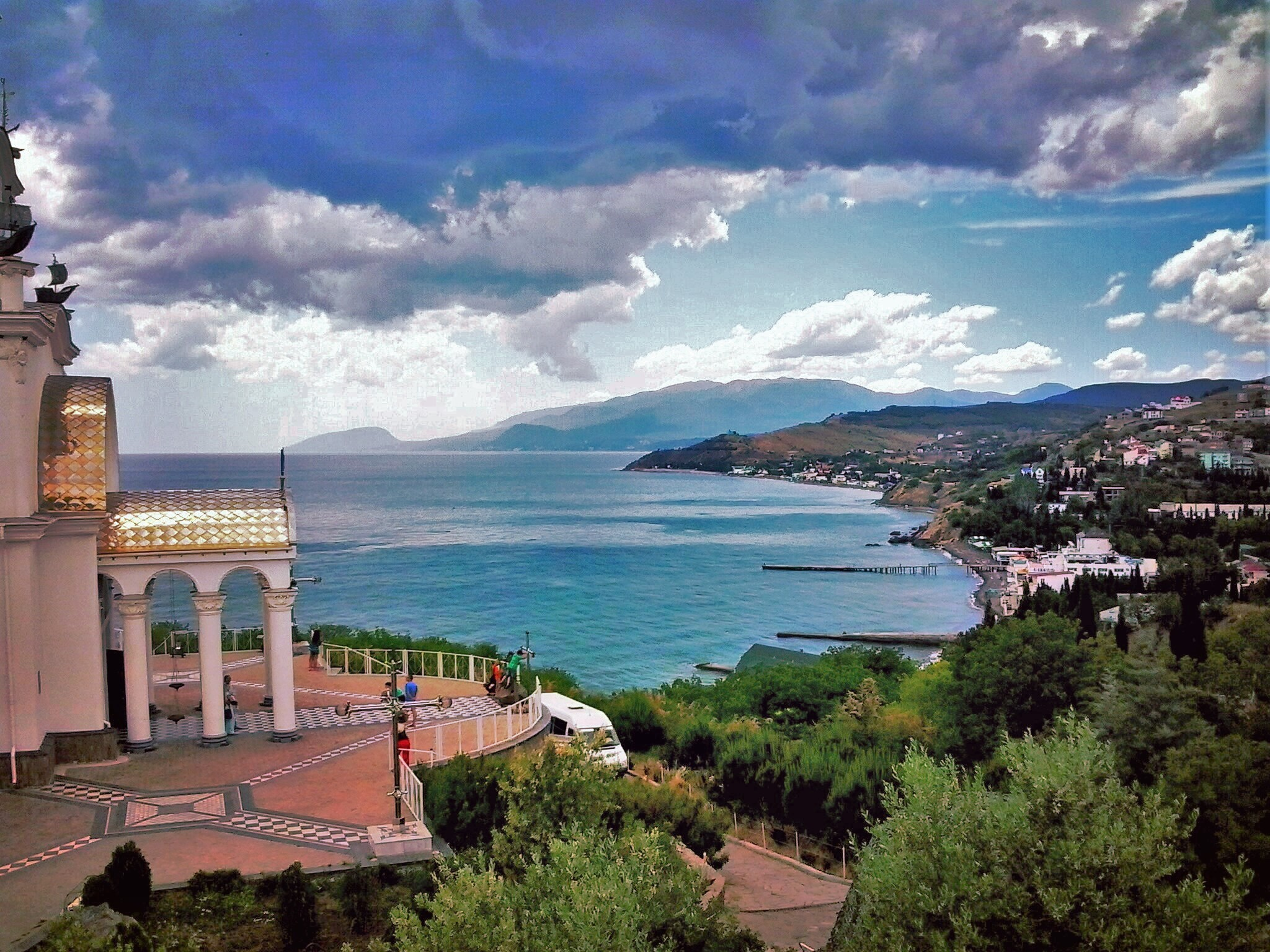
Вид на село Малореченское из Храма Святителя Николая Мирликийского

Село расположено на юго-восточном побережье Крыма, на берегу Чёрного моря, в устье реки Кучук-Узень (она же — Микро-Потам. Расстояние до Алушты около 25 километров (по шоссе), ближайшая железнодорожная станция — Симферополь-Пассажирский — примерно в 65 километрах, высота центра села над уровнем моря 17 м.
Вокруг села большое количество виноградников ГП «Малореченское», входящего в состав НПАО «Массандра». Достопримечательность Малореченского — храм-маяк Святого Николая Чудотворца, построенный в 2006 году. Транспортное сообщение осуществляется по региональной автодороге 35К-005 Алушта — Судак.

## История
Территория нынешнего села была заселена со времён неолита (находки кремнёвых орудий), у села также обнаружен таврский могильник. Селились ли здесь древние греки и римляне точно неизвестно, а во II веке сюда пришли готы, позже — аланы, смешавшиеся с автохтонными жителями (впоследствии подвергшиеся сильной эллинизации).
В VII—IX веках побережье принадлежало хазарам, позже Византии. Когда в эти края проникло христианство также точно неизвестно, но Готская епархия Константинопольского патриархата распространила здесь своё влияние с первой половины нашей эры.
В 1365 году побережье захватили генуэзцы и закрепили за собой договором консула Каффы Джанноне дель Боско с наместником Солхата Элиас-Беем Солхатским в 1381 году, согласно которому «гористая южная часть Крыма к северо-востоку от Балаклавы», с её поселениями и народом, который суть христиане, полностью переходила во владение генуэзцев. В самом договоре поселения, входившие в Солдайское консульство, не названы, но в более поздних документах, грамотах 1385 и последующих годов, упоминается Микропотам, как восточная граница капитанства Готия; сейчас принято, что Малореченское в генуэзских документах записано, как de Bazalega — название сохранилось в названии мыса у села — Боз-Бурун. После захвата в 1475 году генуэзских колоний Османами село включили в Судакский кадылык санджака Кефе (до 1558 года, в 1558—1774 годах — эялета) империи. По материалам переписи Кефинского санджака 1520 года селение Гечи-Озен было чисто христианским — проживало 44 полных семьи и 3 семьи, потерявших мужчину-кормильца. По переписи 1542 года полных семей 33, неполных — 10 и 16 неженатых мужчин; по сведениям за тот год виноградарство давало 27 % налоговых поступлений селения. Жители деревни, помимо самообеспечения, занимались товарным виноделием: ещё при генуэзцах побережье покрывало потребности Солдайи и Кафы в вине, а, по переписи 1542 года давало 27 % налоговых поступлений Кучук-Узеня.
В XVII веке на южном побережье Крыма начинает распространяться ислам, но в Кучук-Узени ещё долго преобладало христианское население. По налоговым ведомостям 1634 года в селении числилось 53 двора немусульман, из которых недавно прибывших в Кючюкозен 6: из Куру-Узеня и Ланбат бала — по 2, из Улу-Узеня и Демирджи — по 1 двору. Выселились жители 8 дворов: в Сартану и Тувак — по 2, в Демирджи, Истиля, Улу-Узень и Ускут — по 1 двору. Согласно Джизйе дефтера Лива-и Кефе (Османским налоговым ведомостям) 1652 года в селении Кучук Озен кадылыка Сугдак перечислены около полусотни имён и фамилий глав семейств налогоплательщиков-христиан (налог джизйе платили 32 семьи). Документальное упоминание селения встречается в «Османском реестре земельных владений Южного Крыма 1680-х годов», согласно которому Кючюкозен входил в Судакский кадылык эялета Кефе. Всего упомянуто 65 землевладельцев (из которых большинство — 55 иноверцев), владевших 2217,5 дёнюмами земли. В 1774 году, по Кючук-Кайнарджийскому мирному договору, бывшие турецкие владения Крыма вошли в состав Крымского ханства, Кучук-Узень, административно — согласно Камеральному Описанию Крыма… 1784 года — в Судакский кадылык Кефинского каймаканства, в селе в те годы действовала церковь Св. Феодора Тирона. Перед этим, в 1778 году, состоялось выселение в Приазовье крымских христиан — греков и армян. По «ведомости о выведенных из Крыма в Приазовье христианах» А. В. Суворова от 18 сентября 1778 года из деревни Кучукузень было выведено 126 греков — 67 мужчин и 59 женщин, а, по ведомости митрополита Игнатия, из Кучук-Узени выведено 26 семей; по другим данным — 24 семьи. В Государственном архиве Крыма (фонд 24, опись 1, дело 4, стр. 234—238) сохранилось дело № 36 с перечнем имён, фамилий и собственности выселенных греков: по этой ведомости в Куру-Узени постоянно проживало 24 семьи греков, владевших 24 домами. У жителей были 23 кладовые, 11 «магазейнов» (от крымскотат. магъаз — подвал), 3 амбара (все 3 — Анастаса Куруш, владевшего всего 4,08 гектара пашни), мельница и лишь 1 сенокосный участок. Кроме того были 34 сада, 12 ореховых деревьев и 3 дерева садовой рябины; Акрыт Чолбарак владел виноградником в селении Тувах. Из 142,8 гектаров пашни (229 участков) 111,18 гектаров под зерновыми (131 участок) и 31,62 гектара (98 участков) — техническими культурами, в среднем на семью 5,95 гектара пашни. Крупнейшие хозяева: Пефтий — 16.34 га пашни, дом, 3 кладовы, «магазейн» и 2 сада; Тодур — 11,44 га пашни, дом, кладовая и «магазейн»; Савва Чикмак — 10,6 га пашни, дом, кладовая и «магазейн» и 2 сад; Давид— 10,6 га пашни, дом, кладовая и сад. Бедняками выделены Минений (дом и 0,6 га пашни) и Папаз-оглу (дом и 1,43 га пашни). Практически те же сведения содержатся в ведомости «при бывшем Шагин Герее хане сочинённой на татарском языке о вышедших християн из разных деревень и об оставшихся их имениях в точном ведении его Шагин Герея» и переведённой 1785 году. Выходцами из Кучук-Узеня, а также из Куру-Узень, Улу-Узень и Демерджи в Приазовье было основано село Константинополь. На новом месте выходцы из села, вместе с бывшими жителями Алушты, Улу-Узени, Куру-Узени и Демерджи основали село Константинополь.
После присоединения Крыма к России (8) 19 апреля 1783 года, (8) 19 февраля 1784 года, именным указом Екатерины II сенату, на территории бывшего Крымского Ханства была образована Таврическая область и деревня была приписана к Симферопольскому уезду. С началом Русско-турецкой войной 1787—1791 годов, в феврале 1788 года производилось выселение крымских татар из прибрежных селений во внутренние районы полуострова, в том числе и из Кучук-узени. В конце войны, 14 августа 1791 года всем было разрешено вернуться на место прежнего жительства. После Павловских реформ, с 1796 по 1802 год, входила в Акмечетский уезд Новороссийской губернии. По новому административному делению, после создания 8 (20) октября 1802 года Таврической губернии Кучук-Узень был включён в состав Аргинской волости Симферопольского уезда. В том же году часть здешних землель получил в дар отставной штаб-лекарь Хрусталаки.
По Ведомости о числе селений, названиях оных, в них дворов… состоящих в Симферопольском уезде от 14 октября 1805 года, в деревне Кучук-узень числилось 27 дворов и 106 жителей, исключительно крымских татар. На военно-топографической карте генерал-майора Мухина 1817 года деревня Кучук озень обозначена с 8 дворами. После реформы волостного деления 1829 года Кучук Узень, согласно «Ведомости о казённых волостях Таврической губернии 1829 года» передали из Аргинской волости в состав Алуштинской. В 1833 году имение Хрусталаки приобрели братья Княжевичи, занявшиеся «культурным», на европейский манер, виноградарством и виноделием (их «наследник» — современный винзавод Малореченское)
Именным указом Николая I от 23 марта(по старому стилю) 1838 года, 15 апреля был образован новый Ялтинский уезд и южнобережную часть Алуштинской волости передали в его состав (Алуштинская волость Ялтинского уезда). На карте 1836 года в деревне 43 двора, как и на карте 1842 года.

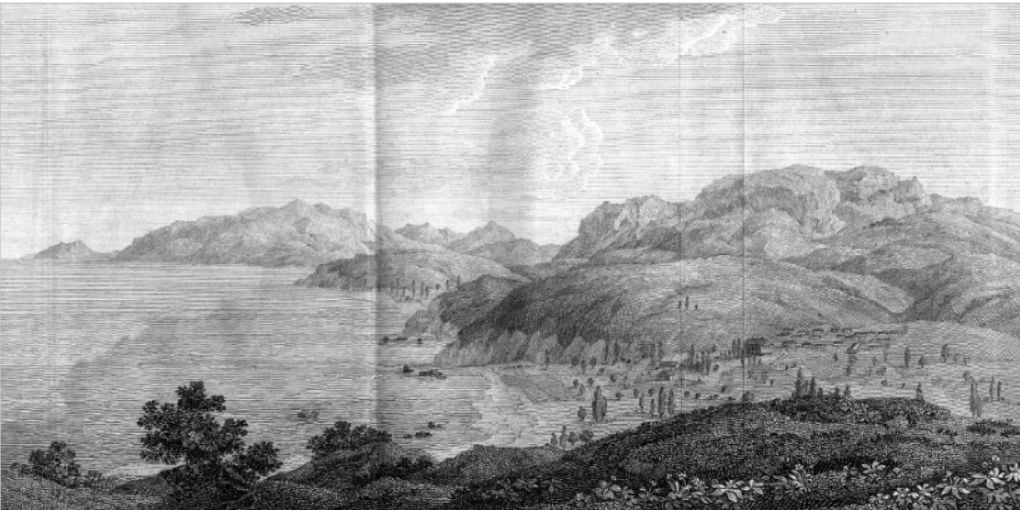
Кучук-Юзень. Лист из альбома ко второй части издания П. И. Сумарокова «Досуги крымского судьи или Второе путешествие в Тавриду». 1805 г.
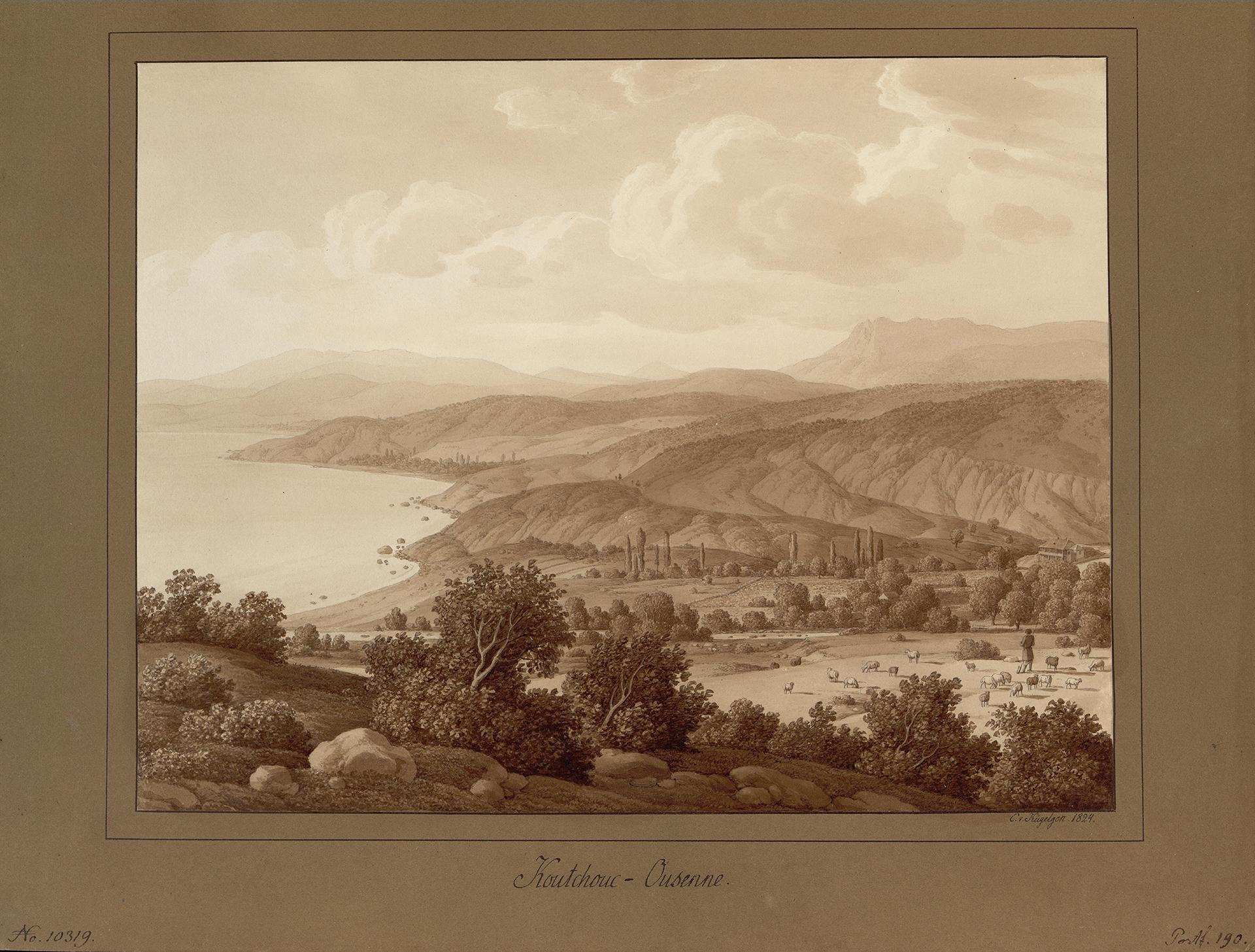
Карл Фердинанд фон Кюгельген, Кучук-Усенн, 1824 г.
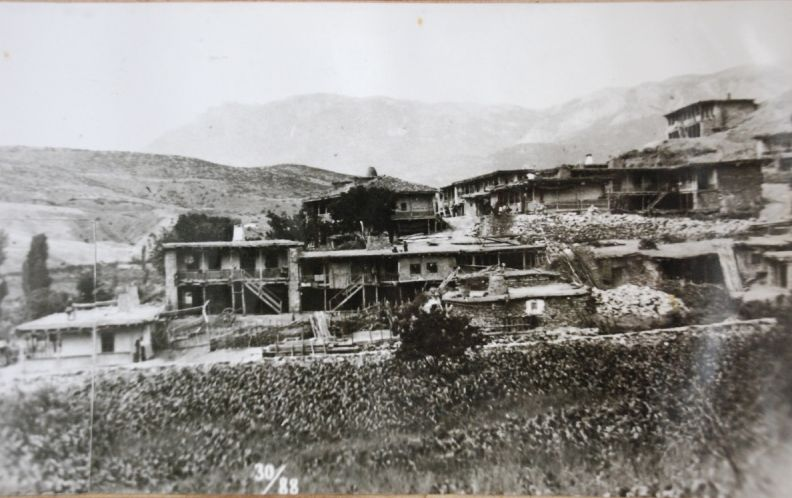
Кучук-Узень, начало XX века
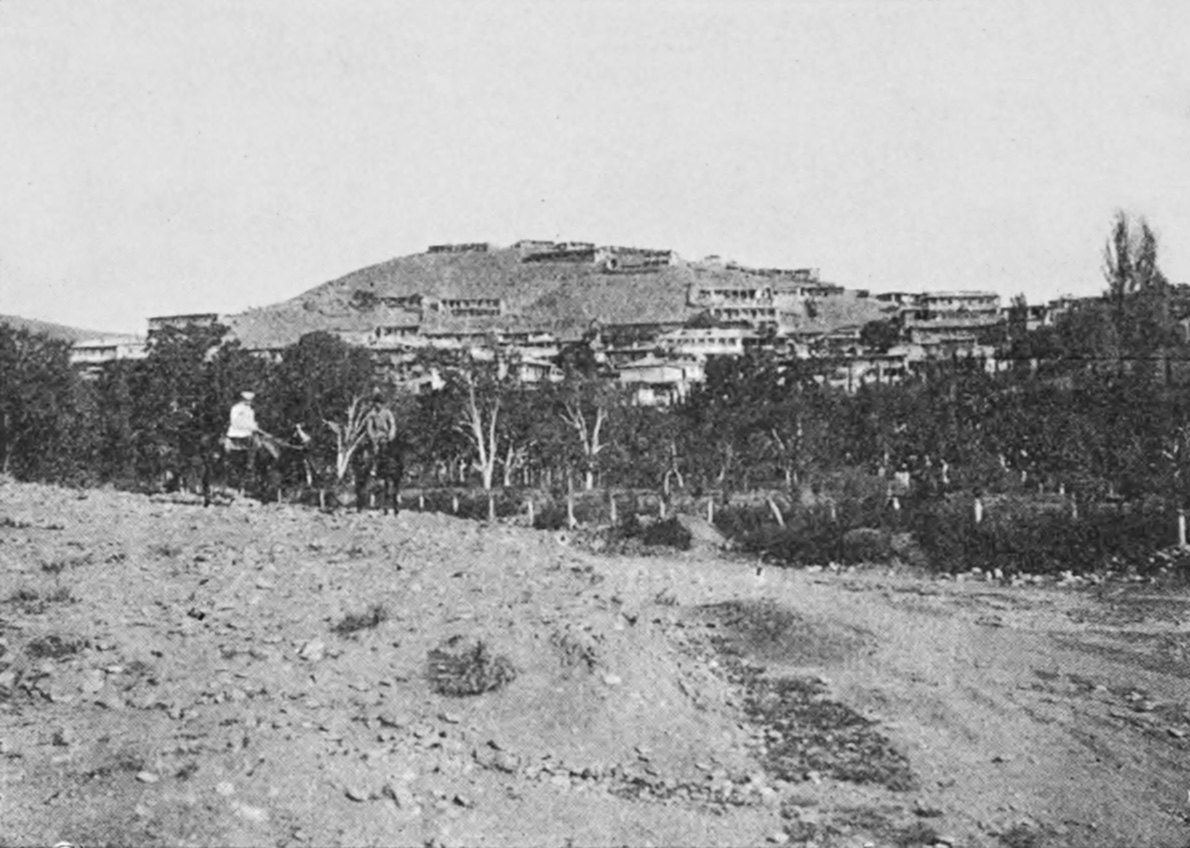
Кучук-Узень, начало XX века
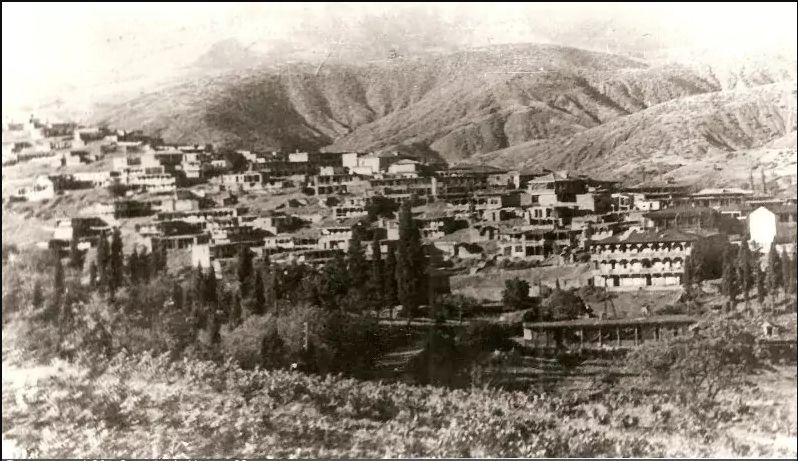
Кучук-Узень, 1930 г.

В 1860-х годах, после земской реформы Александра II, деревня осталась в составе Алуштинской волости. Согласно «Списку населённых мест Таврической губернии по сведениям 1864 года», составленному по результатам VIII ревизии 1864 года, Кучук-Узень — казённая татарская деревня, с 43 дворами, 268 жителями и мечетью при речке Кучук-Узени. На трёхверстовой карте Шуберта 1865—1876 года в деревне Куру-Узень обозначено 118 дворов. Д. Соколов в книге «Прогулка по Крыму с целью ознакомить с ним» 1869 года отмечал экипажную дорогу от Алушты до селения, по которой ездят только местные жители и обитатели имения Княжевича. На 1886 год в деревне, согласно справочнику «Волости и важнѣйшія селенія Европейской Россіи», проживало 433 человека в 76 домохозяйствах, действовали мечеть и часовня, работала винокурня. По «Памятной книге Таврической губернии 1889 года», по результатам Х ревизии 1887 года, в деревне Кучук-Узень также числилось 118 дворов и 584 жителя. По «…Памятной книжке Таврической губернии на 1892 год» в Кучук-Узени, входившем в Кучук-Узеньское сельское общество, числилось 623 жителя в 107 домохозяйствах, а на верстовой карте 1893 года в деревне Кучук-Узень обозначено 98 дворов с татарским населением.
После земской реформы 1890-х годов, которая в Ялтинском уезде прошла после 1892 года, деревню определили центром новой Кучук-Узеньской волости Ялтинского уезда. В 1895 году в Кучук-Узени открылась земская школа. Перепись 1897 года зафиксировала в деревне Кучук-Узень 870 жителей, из которых 837 мусульман (крымские татары). В 1899 году работала земская больница с 1 врачом. По «…Памятной книжке Таврической губернии на 1902 год» в деревне Кучук-Узень, входившей в Кучук-Узеньское сельское общество, числилось 736 жителей в 127 домохозяйствах. В 1902 году в штат земской больницы включён фельдшер. В «Путеводителе по Крыму» Безчинского 1902 года селение характеризуется, как «…большая и богатая деревня…» в которой имелись земский врачебный пункт, волостное правление, школа. В 1908 году в деревне было начато строительство мектеба. На 1914 год в селении действовала земская школа. По Статистическому справочнику Таврической губернии. Ч.II-я. Статистический очерк, выпуск восьмой Ялтинский уезд, 1915 год, в селе Кучук-Узень Кучук-Узеньской волости Ялтинского уезда, числилось 275 дворов с татарским населением в количестве 899 человек приписных жителей и 108 — «посторонних», в штате земской больницы на 9 коек числились 3 врача и фельдшер. На 1917 год в селении действовали почтово-телеграфное отделение, ссудо-сберегательное товарищество, земская больница (врач А. П. Михновская-Малышева и 2 фельдшера) .
После установления в Крыму Советской власти 12 ноября 1920 года в селе был создан ревком, по постановлению Крымревкома от 8 января 1921 года была упразднена волостная система и село подчинили Ялтинскому району Ялтинского уезда. С июля 1921 года Кучук-Узень — центр сельсовета. В 1922 году уезды получили название округов, из Ялтинского был выделен Алуштинский район, а, декретом ВЦИК от 4 сентября 1924 года Алуштинский район был упразднён и село вновь присоединили к Ялтинскому. Согласно Списку населённых пунктов Крымской АССР по Всесоюзной переписи 17 декабря 1926 года, в селе Кучук-Узень, центре Кучук-Узеньского сельсовета Ялтинского района, числилось 334 двора, все крестьянские, население составляло 1458 человек, из них 1384 крымских татарина, 65 русских, 5 украинцев, 2 записаны в графе «прочие», действовали 2 татарские школы: I ступени и вечерняя (школа колхозной молодёжи). В 1927 году в селе создан ТОЗ им. М. Субхи, в следующем году вошедшее во вновь образованный колхоз им. Ленина. На 1928 год, согласно Атласу СССР 1928 года, село входило в Карасубазарский район. Постановлением ВЦИК от 30 октября 1930 года был образован Алуштинский татарский национальный район (по другим данным — в 1937 году), село включили в его состав. По данным всесоюзной переписи населения 1939 года в селе проживало 1335 человек, из них 674 мужчины и 661 женщина. В том году неполная средняя школа стала полной средней, действовали больница с амбулаторией, почтовое отделение, детские ясли. В 1940 году было начато строительство винзавода.

Пляж в Малореченском (панорама)

5 ноября 1941 года Кучук-Узень захвачен фашистами. В 1944 году, после освобождения Крыма от фашистов (село освобождено 15 апреля), согласно Постановлению ГКО № 5859 от 11 мая 1944 года, 18 мая крымские татары были депортированы в Среднюю Азию: на 15 мая 1944 года подлежало выселению 340 семей крымских татар: всего 1262 жителя, из них мужчин — 357, женщин 559, детей — 346 человек. 18 мая 1944 года было выселено 316 семей татар, всего 1273 человека, принято на учёт 232 дома спецпереселенцев. 12 августа 1944 года было принято постановление № ГОКО-6372с «О переселении колхозников в районы Крыма» и в сентябре 1944 года в район приехали первые новосёлы (2469 семей) из Воронежской области и Краснодарского края, а в начале 1950-х годов последовала вторая волна переселенцев из различных областей Украины. Указом Президиума Верховного Совета РСФСР от 21 августа 1945 года Кучук-Узень был переименован в Малореченское и Кучук-Узеньский сельсовет — в Малореченский. Весной 1957 года колхоз им. Ленина преобразован в совхоз «Малореченский». В 1958 году на базе колхозных земель в Малореченском был построен филиал завода, на протяжении ряда лет являвщийся подразделением совхоза «Алушта» объединения Массандра. 1 января 1965 года, указом Президиума ВС УССР «О внесении изменений в административное районирование УССР — по Крымской области», Алуштинский район был преобразован в Алуштинский горсовет и село включили в его состав. С 12 февраля 1991 года посёлок в восстановленной Крымской АССР, 26 февраля 1992 года переименованной в Автономную Республику Крым. С 21 марта 2014 года в составе Крыма аннексировано Россией, с 5 июня 2014 года — в Городском округе Алушта.
В селе жил и работал инженером полный кавалер Ордена Славы Алексей Алексеевич Дижа. Похоронен на местном кладбище, его именем названа улица Малореченского.

### Имение Кучук-Узень
Имение Кучук-Узень ведёт историю с сообщения П. И. Сумарокова в труде «Досуги крымского судьи, или Второе путешествие в Тавриду», что небольшой домик на берегу, в окружении кипарисов, принадлежит отставному лейб-лекарю греку. По другой версии в 1802 году евпаторийский штаб-лекарь М. Х. Хрусталаки добился у Александра I разрешения на участок в 55 десятин в Кучук-Узени, с обязательством разведения хлопка. Тогда же, в первой четверти века, Хрусталаки продал участок (уже 500 десятин) генерал-майору Хрисианову, который, в свою очередь, в 1833 году продал имевшиеся у него к тому времени 2500 десятин Княжевичам, которые владели имением до 1919 года. На 1902 год в имении отмечались большой виноградник (в 40 десятин) и прекрасный парк. В книге А. И. Колесникова «Архитектура парков Кавказа и Крыма» " отмечается обширный и прекрасный парк, представляющий большой интерес в качестве опыта интродукции различных декоративных растений. При этом автор ошибочно считал первым владельцем имения таврического губернатора Бороздина.
Сведения о купчей генерала Х. Х. Христиани (а не Хрисианова):«В Симферопольском уездном суде Таврической губернии, по доверенности, статским советником и кавалером Никанором Лонгиновым 28 мая (9 июня) 1832 явлена купчая, на купленное верителями его: действительным статским советником Дмитрием Максимовичем Княжевичем, инженер-генерал-майором Христианом Христиановичем Христиани, статским советником Александром Максимовичем Княжевичем, и чиновником 6 класса Иваном Михайловым Фовицким, у генерал-адъютанта, генерала от кавалерии и кавалера Фёдора Васильевича Ридигера, недвижимое имение, состоящее Таврической губернии, Симферопольского уезда, Алуштинской волости, под названием Кучук Узен, со всеми к оному принадлежащими землями, пашнями, виноградниками, лесами, засаженными местами, лугами и оврагами, всего 2351 десятины 334 сажени, находящимися на них строениями и всеми на лицо находящимися по инвентарию вещами и принадлежностями, не исключая ничего, но все без остатка, в том самом виде, как имение сие досталось ему генералу Ридигеру от прежнего владельца оного, со всеми правами, какими он сам по оному пользовался, и впредь пользоваться мог, ассигнациями за 36 000 рублей»
Сведения о предыдущей помещице: «Таврической губернии, Симферопольского уезда, помещица, отставного полковника и кавалера Петра [Егоровича] Штеге законная жена, Дарья Васильева дочь, урождённая Риднер, сим объявляет, что в январе месяце 1818 года дала она от себя доверенность Таврического гарнизонного батальона г. майору Николаю Мусину-Пушкину, на проданное отставному поручику Павлу Саченову за 25 000 рублей собственное свое недвижимое имение, состоящее в Симферопольском уезде и заключающее деревню Кучук Узен, да особо ему же, Саченову, расписку в получении от него прописанных 25 000 рублей, с тем личным условием, чтобы он, по совершении купчей крепости при вводе во владение те деньги отдал; но как совершение купчей крепости не последовало и денег им, Саченовым, её поныне не доставлено, то она, как данную от неё расписку, так и доверенность, во всей их силе уничтожает, и сим извещает, дабы ни в каких Присутственных местах не принимать оных за действительные акты»